# Angela Denoke
Angela Denoke (Stade. Baixa Saxônia, Alemanha, 27 de novembro de 1961) é uma soprano alemã, uma das mais importantes da sua geração, em ópera, concertos e lied.
Procedente de uma família de tradição musical, em sua infância estudou canto e piano junto com suas duas irmãs. Mais tarde, foi aluna da Escola superior de Música e Teatro em Hamburgo, onde estudou canto com Ingrid Kremling.
Seu primeiro contrato levou-a ao Teatro de Ulm, de 1992 a 1996, onde se apresentou como Fiordiligi (Così fan tutte), Donna Anna (Do Giovanni) e Agathe (Der Freischütz). Angela Denoke também cantou o papel protagonista em (Der Rosenkavalier) de Richard Strauss no Teatro de Ulm, numa produção de Peter Pikl e baixo a batuta de James Allen Gähres, em setembro1994. Isto também foi a sua estreia como "A Mariscala". Entre 1996 e 2000 fez parte do conjunto da Ópera Estatal de Stuttgart, cantando, entre outros, os papéis de Eva (Die Meistersinger von Nürnberg), Lisa (A dama de espadas), Marie (Wozzeck), Sieglinde (Die Walküre) e A Mariscala (Der Rosenkavalier).
Em 1997 estreia na Ópera de Viena como  A Mariscala. Em 2000 seguiram Elisabeth (Tannhäuser), Tatjana (Eugenio Onegin) e Hanna Glawari (Die lustige Witwe), em 2002 Jenufa, em 2004 Marietta (Die tote Stadt), e Kundry (Parsifal), em 2007 Arabella, em 2009/2010 Salomé e Lady Macbeth de Mtsensk. No Festival de Salzburgo estreiou em 1997 com Marie (Wozzeck) e em 1998 protagonizou Katia Kabanova, conseguindo um sucesso que a lançou internacionalmente. Outros papéis importantes do seu repertório são Elsa (Lohengrin), Chrysothemis (Elektra), A filha (Cardillac) e Emilie Marty (O caso Makropulos).
Angela Denoke canta habitualemente em vários dos mais importantes teatros de ópera: Metropolitan Opera (Estreia: A Mariscala em 2005), Covent Garden, Bayerische Staatsoper (Estreia: Salome em 2006), Semperoper, Grande Teatro do Liceu, Ópera Nacional de Paris, Théatre du Chatelet de Paris,  Staatsoper de Berlim, De Nederlandse Opera, Teatro Real (Estreia; Elisabeth em 2002), Ópera de Hamburgo, Ópera de São Francisco e Ópera Lírica de Chicago. Em ópera e em concerto tem trabalhado com directores como Claudio Abbado, Daniel Barenboim, Sylvain Cambreling, Christoph Eschenbach, James Allen Gähres, Hartmut Haenchen, Zubin Mehta, Ingo Metzmacher, Kent Nagano, Seiji Ozawa, Mikhail Pletnev, Simon Rattle, Donald Runnicles, Essa-Pekka Salonen, Giuseppe Sinopoli e Christian Thielemann.